# Huejuquilla el Alto
Huejuquilla el Alto is een stadje in de Mexicaanse staat Jalisco. De plaats heeft 4811 inwoners (census 2010) en is de hoofdplaats van de gemeente Huejuquilla el Alto.
De naam komt van het Nahuatl Huejoquillan, 'plaats van de wilgen'. De plaats ligt in het uiterste noorden van Jalisco, in de Westelijke Sierra Madre. Een groot deel van de bevolking bestaat uit Huichol en Cora-indianen.
De gebeurtenissen van de corrido Valentín de la Sierra spelen zich af in Huejuquilla.